# 迷宮のラヴァーズ
「迷宮のラヴァーズ」（めいきゅうのラヴァーズ、英題: Lovers Of Labyrinth）は、heathの楽曲。彼の1枚目のシングルとして1996年10月7日にポリドールから発売された（PODH-1323）。

## 概要
X JAPANのベーシストであるheathのソロデビューシングルで、テレビアニメ『名探偵コナン』エンディングテーマに起用された。
『名探偵コナン』の第27話 - 第30話で流れたものはCD版とは異なるアレンジだったが、第31話以降はCD版と同じアレンジとなっている。
CDシングルの背表紙はコナンの絵が描かれているものになっているが、外すことが可能になっていて、下には子どものモデルを使った写真の裏ジャケがある。初回生産分のみheath未公開フォトカード（全３種類）が１枚封入されている。
X JAPANのライブでは彼のベースソロコーナーがあり、この普段は物静かな人柄の男が圧巻ベースの曲を煌びやかなパフォーマンスで演奏するのだが、そういう曲やデビュー曲「迷宮のラヴァーズ」もベース主体の重低音が良く聞こえる出来上がりになっている。
ミュージックビデオは映像作品『heath all of films』（1997年）で観られるようになっていて、MakingやCMも収録されている。
heath亡き後、龍玄とし（Toshl）がこの曲をアコースティックギターとピアノでカバーしている。
大手レコード会社からのリリースと人気アニメのタイアップで華やいだ幕開けであったが、ポリドールから「迷宮のラヴァーズ」、「Traitor」、「Crack yourself」を発表後は自身の公式サイトの通信販売に限定した。heathの通販限定曲に参加している鮎貝健がそのことを問うと、heathは「牙を抜かれたくないんだ」と真顔で答えてから冗談であるかのように笑っていた。

## 収録曲
1. 迷宮のラヴァーズ
（作詞：森雪之丞 / 作曲：heath / 編曲：heath・杉山勇司）
  - よみうりテレビ・日本テレビ系アニメ『名探偵コナン』エンディングテーマ
2. Daydream #002
（作詞・作曲：heath / 編曲：heath・杉山勇司）
3. 迷宮のラヴァーズ（インストゥルメンタル）

## 収録アルバム
- 名探偵コナン主題歌集　※「迷宮のラヴァーズ」収録
- GANG AGE CUBIST  ※「Daydream #002」のバージョン違い「Daydream #006」収録

| テレビアニメ『名探偵コナン』エンディングテーマ 1996年8月5日 - 1997年3月10日 |                            |                                   |
| 前作: ZIGGY 『STEP BY STEP』                                                | heath 『迷宮のラヴァーズ』 | 次作: 宇徳敬子 『光と影のロマン』 |